# Чонсі (Огайо)
Чонсі (англ. Chauncey) — селище (англ. village) в США, в окрузі Афіни штату Огайо. Населення — 959 осіб (2020).

## Географія
Чонсі розташоване за координатами 39°24′2″ пн. ш. 82°7′36″ зх. д. / 39.40056° пн. ш. 82.12667° зх. д. (39.400532, -82.126627).  За даними Бюро перепису населення США в 2010 році селище мало площу 1,73 км², з яких 1,72 км² — суходіл та 0,00 км² — водойми.

## Демографія
Згідно з переписом 2010 року, у селищі мешкало 1049 осіб у 423 домогосподарствах у складі 262 родин. Густота населення становила 608 осіб/км².  Було 477 помешкань (276/км²).
Расовий склад населення:
| - 96,6 % — білих - 0,9 % — чорних або афроамериканців - 0,4 % — азіатів - 0,3 % — корінних американців - 0,1 % — вихідців з тихоокеанських островів |

До двох чи більше рас належало 1,7 %. Частка іспаномовних становила 0,6 % від усіх жителів.
За віковим діапазоном населення розподілялося таким чином: 24,2 % — особи молодші 18 років, 62,5 % — особи у віці 18—64 років, 13,3 % — особи у віці 65 років та старші. Медіана віку мешканця становила 37,4 року. На 100 осіб жіночої статі у селищі припадало 101,7 чоловіків;  на 100 жінок у віці від 18 років та старших — 102,3 чоловіків також старших 18 років.
Середній дохід на одне домашнє господарство  становив 31 147 доларів США (медіана — 27 232), а середній дохід на одну сім'ю — 37 454 долари (медіана — 32 826). Медіана доходів становила 36 607 доларів для чоловіків та 18 036 доларів для жінок. За межею бідності перебувало 36,6 % осіб, у тому числі 53,1 % дітей у віці до 18 років та 24,5 % осіб у віці 65 років та старших.
Цивільне працевлаштоване населення становило 458 осіб. Основні галузі зайнятості: освіта, охорона здоров'я та соціальна допомога — 32,3 %, роздрібна торгівля — 22,3 %, мистецтво, розваги та відпочинок — 10,7 %, науковці, спеціалісти, менеджери — 10,3 %.